# Bolitoglossa mombachoensis
Bolitoglossa mombachoensis (tên tiếng Anh: Salamandra De Mombacho) là một loài kỳ giông trong họ Plethodontidae.
Nó là loài đặc hữu của Nicaragua.
Các môi trường sống tự nhiên của chúng là các khu rừng ẩm ướt đất thấp nhiệt đới hoặc cận nhiệt đới, các khu rừng vùng núi ẩm nhiệt đới hoặc cận nhiệt đới, và các khu rừng trước đây bị suy thoái nặng nề.
Nó bị đe dọa do mất môi trường sống.